# قائمة العمليات الانتحارية الفلسطينية

شعار حركة الجهاد الإسلامي في فلسطين

شعار الجبهة الشعبية لتحرير فلسطين

العمليات الانتحارية الفلسطينية هي العمليات التي قام بها (الفدائيون الفلسطينيون أثناء «الانتفاضة الفلسطينية الثانية» (من تاريخ سبتمبر 2000 إلى تاريخ أغسطس 2005 والتي كانت تستهدف أهداف مدنية وعسكرية إسرائيلية).
في دراسة صدرت من جامعة هارفارد الأمريكية لعام 2007 تقول بأن 39.9% من العمليات نفذتها حركة المقاومة الإسلامية (حماس) ونسبة 25.7% نفذتها حركة الجهاد الإسلامي ونسبة 26.4% نفذتها حركة فتح ونسبة 5.4% نفذتها الجبهة الشعبية ونسبة 2.7% نفذتها الجبهة الديمقراطية. وتشمل هذه القائمة عمليات متعمدة ناجحة تمت بواسطة جماعات فدائية فلسطينية مسلحة ضد إسرائيليين عسكريين أو مستوطنين، باستخدام مفجرين انتحاريين (استشهاديين؛ فدائيين) أو عن طريق تفجيرات أخرى مماثلة. كانت هذه العمليات بمثابة تضحية للدفاع عن الوطن المغتصب، ولحماية الهوية والثقافة الفلسطينية التي تعمد الكيان الصهيوني في طمسها. كما كانت العمليات لرد العدوان من الغارات على مؤسسة وجبهات المقاومة أو قد تكون بداعي الانتقام والثأر من للعمليات الغادرة ولم يكن استهداف المستوطنين اليهود (مدنيين) إلا بمثابة رداً طبيعياً على جرائم التي تتحملها دولة الاحتلال في قتل وتشريد وتفريق للشعب الفلسطيني منذ 48. على غرار بناء المستوطنات، فانطلقت الانتفاضة الأولى والثانية والثالثة رداً على الانتهاكات الدولة المغتصبة في حق الأرواح الفلسطينية التي عانقت دمائهم أتربة الوطن.

## عمليات ما قبل 1990
| العملية                     |
| --------------------------- |
| تفجيرات شارع ابن يهودا.     |
| عملية الخالصة 74            |
| عملية الدبويا 1980.         |
| تفجير حافلة إيجد 405 سنة 89 |

## عمليات 1993 (1 تفجير)
| اسم الهجوم         | التاريخ       | المكان       | عدد الوفيات (ليس من ضمنهم المنفذين) | ملحوظة                                                      |
| ------------------ | ------------- | ------------ | ----------------------------------- | ----------------------------------------------------------- |
| تفجير تقاطع ميحولا | 16 أبريل 1993 | تقاطع ميحولا | 1                                   | حركة المقاومة حماس أعلنت مسؤوليتها مع حركة الجهاد الإسلامي. |
| تفجير بيت إيل      | 4 أكتوبر      | بيت ايل      | لا يوجد                             | سليمان زيدان عضو في حركة المقاومة حماس.                     |

## عمليات 1994 (5 تفجير)
| اسم الهجوم                      | التاريخ        | المكان        | عدد الوفيات (ليس من ضمنهم المنفذين) | ملحوظة                                                    |
| ------------------------------- | -------------- | ------------- | ----------------------------------- | --------------------------------------------------------- |
| عملية تفجير باص افولا           | 6 أبريل 1994   | افولا         | 8                                   | حركة المقاومة حماس أعلنت مسؤليتها مع حركة الجهاد الإسلامي |
| تفجير محطة حافلات الخضيرة       | 13 أبريل 1994  | هاديرا        | 5                                   | حركة المقاومة حماس أعلنت مسؤليتها مع حركة الجهاد الإسلامي |
| تفجير حافلة شارع ديزنغوف        | 19 أكتوبر 1994 | تل أبيب       | 22                                  | التحقيقات اعلنت علاقة حماس لكن حماس لم تعلن مسئوليتها     |
| تفجير تقاطع نتزاريم             | 11 نوفمبر 1994 | نتزاريم       | 3                                   | حركة المقاومة حماس أعلنت مسؤليتها مع حركة الجهاد الإسلامي |
| تفجير القدس المحتلة بياني هاوما | 25 ديسمبر 1994 | القدس المحتلة | 13 مصاب                             | التحقيقات اعلنت علاقة حماس لكن حماس لم تعلن مسئوليتها     |

## عمليات 1995 (4 تفجير)
| اسم الهجوم             | التاريخ       | المكان        | عدد الوفيات (ليس من ضمنهم المنفذين) | ملحوظة                                                                            |
| ---------------------- | ------------- | ------------- | ----------------------------------- | --------------------------------------------------------------------------------- |
| عملية بيت ليد          | 22 يناير 1995 | تقاطع بيت ليد | 21                                  | مفجران اثنان واحد منهم فجر في عملية الانقاذ، حركة الجهاد الإسلامي اعلنت مسئوليتها |
| تفجير باص 36 إيجد      | 9 أبريل 1995  | جنب كفر داروم | 8                                   | حركة المقاومة حماس أعلنت مسئوليتها                                                |
| تفجير باص 20 رامات جان | 24 يوليو 1995 | رامات جان     | 6                                   | حركة المقاومة حماس أعلنت مسئوليتها                                                |
| تفجير حي رامات أشكول   | 21 أغسطس 1995 | القدس المحتلة | 4                                   | حركة المقاومة حماس أعلنت مسئوليتها                                                |

## عمليات 1996 (4 تفجير)
| اسم الهجوم                          | التاريخ        | المكان                            | عدد الوفيات (ليس من ضمنهم المنفذين) | ملحوظة                               |
| ----------------------------------- | -------------- | --------------------------------- | ----------------------------------- | ------------------------------------ |
| تفجير محطة باصات اشقيلون            | 26 فبراير 1996 | اشقيلون                           | 1                                   | حركة المقاومة حماس أعلنت مسئوليتها   |
| تفجير باص 18 القدس المحتلة (الأول)  | 25 فبراير 1996 | محطة باصات القدس المحتلة المركزية | 26                                  | حركة المقاومة حماس أعلنت مسئوليتها   |
| تفجير باص 18 القدس المحتلة (الثاني) | 3 مارس 1996    | شارع چافا، القدس المحتلة          | 19                                  | حركة المقاومة حماس أعلنت مسئوليتها   |
| تفجير مركز ديزنجوف                  | 4 مارس 1996    | تل ابيب                           | 13                                  | حركة الجهاد الإسلامي اعلنت مسئوليتها |

## عمليات 1997 (3 تفجير)
| اسم الهجوم              | التاريخ       | المكان                         | عدد الوفيات (ليس من ضمنهم المنفذين) | ملحوظة                              |
| ----------------------- | ------------- | ------------------------------ | ----------------------------------- | ----------------------------------- |
| تفجير كافيه أبروبو      | 21 مارس 1997  | تل ابيب                        | 3 ومصاب 46                          | حركة المقاومة حماس أعلنت مسئوليتها  |
| هجوم ماركيت ماهين يهودا | 30 يوليو 1997 | ماركت القدس المحتلة الرئيسي    | 16                                  | حركة المقاومة حماس أعلنت مسئوليتها. |
| تفجير شارع بن يهودا     | 4 سبتمبر 1997 | شارع بن يهودا في القدس المحتلة | 5                                   | حركة المقاومة حماس أعلنت مسئوليتها. |

## عمليات 1998 (2 تفجير)
| اسم الهجوم          | التاريخ        | المكان        | عدد الوفيات (ليس من ضمنهم المنفذين) | ملحوظة                             |
| ------------------- | -------------- | ------------- | ----------------------------------- | ---------------------------------- |
| تفجير كفر داروم     | 28 أكتوبر 1998 | قطاع غزة      | 1                                   | حركة المقاومة حماس أعلنت مسئوليتها |
| تفجير القدس المحتلة | 16 نوفمبر 1998 | القدس المحتلة | 2                                   | عشرون مصاب.                        |

## عمليات 1999 (2 تفجير)
| اسم الهجوم                     | التاريخ       | المكان | عدد الوفيات (ليس من ضمنهم المنفذين) | ملحوظة                             |
| ------------------------------ | ------------- | ------ | ----------------------------------- | ---------------------------------- |
| تفجير باص 960 إجد              | 5 سبتمبر 1999 | طبرية  | لا يوجد                             | حركة المقاومة حماس أعلنت مسئوليتها |
| تفجير محطة باصات حيفا المركزية | 5 سبتمبر 1999 | حيفا   | لا يوجد                             | حركة المقاومة حماس أعلنت مسئوليتها |

## عمليات 2000 (5 تفجير)
| اسم الهجوم                  | التاريخ        | المكان        | عدد الوفيات (ليس من ضمنهم المنفذين) | ملحوظة                                          |
| --------------------------- | -------------- | ------------- | ----------------------------------- | ----------------------------------------------- |
| عملية تفجير غزة             | 26 أكتوبر 2000 | قطاع غزة      | 1 مصاب                              | حركة الجهاد الإسلامي أعلنت مسؤليتها             |
| عملية تفجير سوق ماهان يهودا | 2 نوفمبر 2000  | القدس المحتلة | 2 و 10 مصاب                         | حركة الجهاد الإسلامي أعلنت مسؤليتها             |
| تفجير كفار داروم            | 20 نوفمبر 2000 | قطاع غزة      | 2 و 9 مصاب                          | حركة المقاومة حماس أعلنت مسئوليتها              |
| تفجير شارع خضيرة الرئيسي    | 22 نوفمبر 2000 | خضيرة         | 2 و 62 مصاب                         | عربية مفخخة، حركة المقاومة حماس أعلنت مسئوليتها |
| تفجير ميحولا                | 22 ديسمبر 2000 | تقاطع ميحولا  | 3 مصابون                            | حركة المقاومة حماس أعلنت مسئوليتها              |

## عمليات 2001 (41 تفجير)
| اسم الهجوم                       | التاريخ   | المكان                                  | عدد الوفيات (ليس من ضمنهم المنفذين) | ملحوظة                                                         |
| -------------------------------- | --------- | --------------------------------------- | ----------------------------------- | -------------------------------------------------------------- |
| تفجير مركز نتانيا                | 1 يناير   | نتانيا                                  | 60 مصاب                             | حركة المقاومة حماس أعلنت مسئوليتها                             |
| تفجير كوبري طيبة                 | 30 يناير  | طيبة                                    | 2 مصاب                              | حركة الجهاد الإسلامي أعلنت مسؤليتها                            |
| تفحير بيت يسراييل                | 8 فبراير  | القدس المحتلة                           | 2 مصاب                              | حركة المقاومة حماس أعلنت مسئوليتها                             |
| تفجير تقاطع مي امي               | 1 مارس    | ڤادي ارا                                | 1 و 9مصاب                           | حركة المقاومة حماس أعلنت مسئوليتها                             |
| تفجير نتانيا                     | 4 مارس    | نتانيا                                  | 3 و 45 مصاب                         | حركة المقاومة حماس أعلنت مسئوليتها                             |
| تفجير منطقة تالبيوت الصناعية     | 27 مارس   | القدس المحتلة                           | 7 مصابون                            | حركة الجهاد الإسلامي أعلنت مسؤليتها                            |
| تفجير باص التلة الفرنسية         | 27 مارس   | القدس المحتلة                           | 28 مصاب                             | حركة المقاومة حماس أعلنت مسئوليتها                             |
| عملية ميفجاش شالوم               | 28 مارس   | محطة بنزين ميفجاش شالوم، كفار سابا      | 2                                   | حركة المقاومة حماس أعلنت مسئوليتها                             |
| عملية كفار سابا                  | 22 أبريل  | كفار سابا                               | 1 و 41 مصاب                         | حماس أعلنت مسئوليتها وحركة الجهاد الإسلامي أعلنوا مسؤليتهم     |
| تفجير اور يهودا                  | 23 أبريل  | قرب مطار بن جوريون                      | 8 مصاب                              | حركة المقاومة حماس أعلنت مسئوليتها                             |
| تفجير باص مدرسة نابلس            | 29 أبريل  | نابلس                                   | لا يوجد                             | حركة المقاومة حماس أعلنت مسئوليتها                             |
| عملية مول هشرون                  | 18 مايو   | مجمع هشرون، نتانيا                      | 5 و + 100                           | حركة المقاومة حماس أعلنت مسئوليتها (محمود مرمش)                |
| تفجير مول الخضيرة                | 25 مايو   | خضيرة                                   | لا يوجد                             | حركة المقاومة حماس أعلنت مسئوليتها                             |
| تفجير محطة باصات الخضيرة         | 25 مايو   | خضيرة                                   | 65 مصاب                             | حركة الجهاد الإسلامي أعلنت مسؤليتها                            |
| تفجير مركز القدس المحتلة         | 27 مايو   | القدس المحتلة                           | لا يوجد                             | الجبهة الشعبية لتحرير فلسطين أعلنت مسئوليتها                   |
| تفجير طريق جافا                  | 27 مايو   | قطاع غزة                                | 30 مصاب                             | حركة الجهاد الإسلامي اعلنت مسؤليتها                            |
| تفجير مدرسة نتانيا               | 30 مايو   | نتانيا                                  | 8 مصاب                              | حركة الجهاد الإسلامي اعلنت مسؤليتها.                           |
| تفجير ديسكو الدلافين             | 1 يونيو   | تل ابيب                                 | 21                                  | حركة المقاومة حماس أعلنت مسئوليتها.                            |
| عملية دوجيت                      | 22 يونيو  | قطاع غزة                                | 2                                   | حركة المقاومة حماس أعلنت مسئوليتها                             |
| عملية ضاحية ايهود                | 2 يوليو   | تل ابيب                                 | 6 مصاب                              | الجبهة الشعبية لتحرير فلسطين أعلنت مسئوليتها، انفجاران منفصلان |
| تفجير كيسوفيم                    | 9 يوليو   | قطاع غزة                                | لا يوجد                             | حركة المقاومة حماس أعلنت مسئوليتها، انفجاران منفصلان           |
| تفجير محطة قطر بينيامينا         | 16 يوليو  | بينيامينا                               | 2                                   | حركة الجهاد الإسلامي أعلنت مسؤليتها مع حماس.                   |
| تفجير موشاف باكوت                | 8 أغسطس   | غور الأردن                              | 1 مصاب                              | حركة المقاومة حماس أعلنت مسئوليتها                             |
| عملية مطعم سبارو                 | 9 أغسطس   | القدس المحتلة وسط البلد                 | 15                                  | حركة الجهاد الإسلامي أعلنت مسؤليتها مع حماس.                   |
| تفجير الجامعة العبرية            | 9 أغسطس   | القدس المحتلة                           | 1                                   | توفي أمريكي مدني                                               |
| عملية مطعم وول ستريت             | 12 أغسطس  | كيريات موتزكين                          | 21 مصاب                             | حركة الجهاد الإسلامي أعلنت مسؤليتها.                           |
| تفجير المجمع الروسي              | 21 أغسطس  | القدس المحتلة وسط البلد                 | مصاب واحد                           | حركة المقاومة حماس أعلنت مسئوليتها                             |
| تفجيرات سيارات القدس المحتلة     | 3 سبتمبر  | القدس المحتلة                           | 3 مصابون                            | سلسلة من تفجير سيارات.                                         |
| تفجير شارع هانايفيم              | 4 سبتمبر  | القدس المحتلة                           | 20 مصاب                             | حركة المقاومة حماس أعلنت مسئوليتها                             |
| تفجير محطة قطار نهاريا الانتحاري | 9 سبتمبر  | محطة قطار نهارايا                       | 3                                   | حركة المقاومة حماس أعلنت مسئوليتها                             |
| تفجير تقاطع بيت ليد              | 9 سبتمبر  | بالقرب من نهاريا                        | 17 مصاب                             | حركة المقاومة حماس أعلنت مسئوليتها                             |
| تفجير حي تالبيوت                 | 1 أكتوبر  | القدس المحتلة                           | لا يوجد                             | حركة المقاومة حماس أعلنت مسئوليتها                             |
| هجوم ممر ايريز 1                 | 7 أكتوبر  | ممر ايريز بالقرب من غزة                 | لا يوجد                             | حركة المقاومة حماس أعلنت مسئوليتها                             |
| تفجير كيبوتز شلوهوت              | 7 أكتوبر  | كيبوتز شلوهوت                           | 1                                   | حركة المقاومة حماس أعلنت مسئوليتها                             |
| تفجير ممر ايريز 2                | 26 نوفمبر | قطاع غزة                                | 2 مصاب                              | حركة المقاومة حماس أعلنت مسئوليتها                             |
| تفجير حافلة إجد الاول            | 29 نوفمبر | تقاطع وادي ارا                          | 3                                   | حركة الجهاد الإسلامي أعلنت مسؤليتها مع كتائب شهداء الأقصى.     |
| تفجير شارع بين يهودا             | 1 ديسمبر  | القدس المحتلة وسط البلد                 | 11                                  | حركة المقاومة حماس أعلنت مسئوليتها                             |
| تفجير حافلة حيفا                 | 2 ديسمبر  | حيفا                                    | 15                                  | حركة المقاومة حماس أعلنت مسئوليتها                             |
| تفجير هيلتون ماميلا              | 5 ديسمبر  | ماميلا بالقدس المحتلة                   | 11 مصاب                             | حركة الجهاد الإسلامي أعلنت مسؤليتها مع حماس.                   |
| تفجير نقطة التفتيش               | 9 ديسمبر  | نقطة تفتيش في اتجاه تل حنان بمنطقة حيفا | 30 مصاب                             | حركة الجهاد الإسلامي أعلنت مسؤليتها.                           |
| تفجير نيفي ديكالم                | 9 ديسمبر  | نيفي ديكالم                             | 4 مصابون                            | حركة المقاومة حماس أعلنت مسئوليتها                             |

## عمليات 2002 (47 تفجير)
| اسم الهجوم                          | التاريخ   | المكان               | عدد الوفيات (ليس من ضمنهم المنفذين) | ملحوظة                                         |
| ----------------------------------- | --------- | -------------------- | ----------------------------------- | ---------------------------------------------- |
| تفجير مول تل أبيب                   | 25 يناير  | تل أبيب              | 25 مصاب                             | حركة الجهاد الإسلامي في فلسطين أعلنت مسؤوليتها |
| تفجير شارع يافا                     | 27 يناير  | شارع يافا            | 1 و 100 مصاب                        | كتائب شهداء الأقصى أعلنت مسؤوليتها             |
| تفجير طيبة                          | 31 يناير  | طيبة                 | لا يوجد                             | حركة المقاومة حماس أعلنت مسئوليتها             |
| عملية قرنيه شمرون                   | 16 فبراير | كارني شومرون         | 3 و27 مصاب                          | الجبهة الشعبية لتحرير فلسطين أعلنت مسؤوليتها   |
| تفجير طريق في القدس (معاليه ادوميم) | 18 فبراير | القدس                | 1                                   | كتائب شهداء الأقصى أعلنت مسؤوليتها             |
| هجوم سوبر ماركت افرات               | 22 فبراير | أفرات، ضفة الغربية   | 1                                   | عملية فدائية في السوبر ماركت.                  |
| تفجير مكابيم                        | 27 فبراير | موديعين-مكابيم-ريعوت | 3                                   | حركة المقاومة حماس أعلنت مسئوليتها             |
| عملية يشيفا يسرائيل                 | 2 مارس    | يشيفا في القدس       | 11 وفوق 50 جريح                     | كتائب شهداء الأقصى أعلنت مسؤوليتها             |
| تفجير الحافلة الثانية 823           | 5 مارس    | عفولة                | 1                                   | حركة الجهاد الإسلامي في فلسطين أعلنت مسؤوليتها |
| تفجير فندق ارييل                    | 7 مارس    | أرئيل، الضفة الغربية | 16 مصاب                             | الجبهة الشعبية لتحرير فلسطين                   |
| عملية مقهى مومنت                    | 9 مارس    | رحافيا، القدس        | 11                                  | كتائب الشهيد عز الدين القسام                   |
| تفجير الحافلة 22                    | 17 مارس   | القدس                | 25 مصاب                             | حركة المقاومة حماس أعلنت مسئوليتها             |
| تفجير حافلة أم الفحم                | 20 مارس   | أم الفحم             | 7 و 27 مصاب                         | حركة الجهاد الإسلامي في فلسطين أعلنت مسؤوليتها |
| تفجير شارع الملك جورج               | 21 مارس   | القدس                | 3 و 42 مصاب                         | كتائب شهداء الأقصى أعلنت مسؤوليتها             |
| عملية عيد الفصح                     | 27 مارس   | نتانيا               | 30 و 140 مصاب                       | حركة المقاومة حماس أعلنت مسئوليتها             |
| تفجير كريات اليوبيل                 | 29 مارس   | كريات اليوبيل        | 2 و 28 مصاب                         | حركة المقاومة حماس أعلنت مسئوليتها             |
| تفجير مقهى اللنبي ستريت             | 30 مارس   | تل أبيب              | 1                                   | كتائب شهداء الأقصى أعلنت مسؤوليتها             |
| تفجير باقة الغربية                  | 30 مارس   | باقة الغربية         | 1                                   | سيارة مفخخة حاول الفدائيين التسلل إلى إسرائيل. |
| تفجير مطعم متزا                     | 31 مارس   | حيفا                 | 16 وفوق 40 مصاب                     | حركة المقاومة حماس أعلنت مسئوليتها             |
| مركز افرات الطبي                    | 31 مارس   | افرات                | 4 مصاب                              | حركة المقاومة حماس أعلنت مسئوليتها             |
| تفجير حاجز القدس                    | 1 ابريل   | القدس                | 1                                   | كتائب شهداء الأقصى أعلنت مسؤوليتها             |
| عملية تقاطع ياجور                   | 10 ابريل  | ياجور                | 8 و 19 مصاب                         | حركة المقاومة حماس أعلنت مسئوليتها             |
| تفجير سوق ماهاني يهودا              | 12 ابريل  | القدس                | 6 و 104 مصاب                        | كتائب شهداء الأقصى أعلنت مسؤوليتها             |
| تفجير ريشون لتسيون                  | 7 مايو    | ريشون لتسيون         | 15 و 57 مصاب                        | حركة المقاومة حماس أعلنت مسئوليتها             |
| تفجير سوق نتانيا                    | 19 مايو   | نتانيا               | 3                                   | حركة المقاومة حماس أعلنت مسئوليتها             |
| تفجير طريف عفولة                    | 20 مايو   | عفولة                | لا يوجد                             | حركة المقاومة حماس أعلنت مسئوليتها             |
| تفجير شارع روتشيلد                  | 22 مايو   | ريشون لتسيون         | 2                                   | حركة المقاومة حماس أعلنت مسئوليتها             |
| تفجير مستودع Pi Glilot              | 23 مايو   | شمال تل ابيب         | أضرار في المستودع                   | حركة المقاومة حماس أعلنت مسئوليتها             |
| تفجير ستديو 49 ديسكو                | 24 مايو   | تل ابيب              | 5 أصاب                              | سيارة مفخخة لفدائيين داخل إسرائيل.             |
| تفجير مول بتاح تكفا                 | 27 مايو   | بتاح تكفا            | 2                                   | كتائب شهداء الأقصى أعلنت مسؤوليتها             |
| تفجير حافلة متفرق مجدو              | 5 يونيو   | تقاطع مجدو           | 17                                  | حركة الجهاد الإسلامي في فلسطين أعلنت مسؤوليتها |
| عملية هرتسليا                       | 11 يونيو  | هرتسيليا             | 1                                   | حركة المقاومة حماس أعلنت مسئوليتها             |
| تفجير حافلة إيجد                    | 18 يونيو  | القدس                | 19                                  | حركة المقاومة حماس أعلنت مسئوليتها             |
| تفجيرات التلة الفرنسية 2002         | 19 يونيو  | القدس                | 7 وتقريبا 50 مصاب                   | كتائب شهداء الأقصى أعلنت مسؤوليتها             |
| عملية عمانوئيل الثانية              | 16 يوليو  | بني براك             | 9                                   | حركة المقاومة حماس أعلنت مسئوليتها             |
| عملية شارع نفي شنان                 | 17 يوليو  | تل أبيب              | 5 و 40 مصاب                         | حركة الجهاد الإسلامي في فلسطين أعلنت مسؤوليتها |
| تفجي شارع نيفيم                     | 30 يوليو  | القدس                | 5 مصابين                            | حركة المقاومة حماس أعلنت مسئوليتها             |
| عملية الجامعة العبرية               | 31 يوليو  | القدس                | 9                                   | حركة المقاومة حماس أعلنت مسئوليتها             |
| عملية تقاطع ميرون                   | 4 أغسطس   | تقاطع ميرون          | 9 و 38 جريح                         | حركة المقاومة حماس أعلنت مسئوليتها             |
| قصف أم الفحم الأول                  | 5 آغسطس   | أم الفحم             | 1 جريح                              | انفجر فدائي في سيارة أجرة.                     |
| قصف أم الفحم الثاني                 | 18 سبتمبر | أم الفحم             | 1                                   | حركة الجهاد الإسلامي في فلسطين أعلنت مسؤوليتها |
| تفجير حافلة شارع اللنبي             | 19 سبتمبر | تل أبيب              | 6                                   | حركة المقاومة حماس أعلنت مسئوليتها             |
| تفجير طريف جيها                     | 10 أكتوبر | تل أبيب              | 1                                   | حركة المقاومة حماس أعلنت مسئوليتها             |
| عملية حافلة تقاطع كركور             | 21 أكتوبر | وادي عارة            | 14                                  | حركة الجهاد الإسلامي في فلسطين أعلنت مسؤوليتها |
| تفجير محطة وقود سونول               | 27 أكتوبر | مستوطنة أريئيل       | 3 و 18 مصاب                         | حركة المقاومة حماس أعلنت مسئوليتها             |
| تفجير مركز كفر سابا                 | 4 نوفمبر  | كفر سابا             | 2                                   | حركة الجهاد الإسلامي في فلسطين أعلنت مسؤوليتها |
| تفجير حافلة كيريات ميناحيم          | 21 نوفمبر | القدس                | 11 و 50 مصاب                        | حركة المقاومة حماس أعلنت مسئوليتها             |

## عمليات 2003 (23 تفجير)
| اسم الهجوم                | التاريخ   | المكان        | عدد الوفيات (ليس من ضمنهم المنفذين) | ملحوظة                                                             |
| ------------------------- | --------- | ------------- | ----------------------------------- | ------------------------------------------------------------------ |
| تفجير محطة المركزية       | 5 يناير   | تل أبيب       | 23 و 100 مصاب                       | كتائب شهداء الأقصى أعلنت مسؤوليتها                                 |
| عملية الحافلة رقم 37      | 5 مارس    | حيفا          | 17 و 53 مصاب                        | حركة المقاومة حماس أعلنت مسئوليتها                                 |
| تفجير مقهى لندن           | 30 مارس   | نيتانيا       | 54 مصاب                             | حركة الجهاد الإسلامي في فلسطين أعلنت مسؤوليتها                     |
| تفجير محطة قطار كفار سابا | 24 ابريل  | كفر سابا      | 1 و 13 مصاب                         | الجبهة الشعبية لتحرير فلسطين مع كتائب شهداء الأقصى أعلنت مسؤوليتها |
| عملية مقهى مايكس بلاس     | 30 أبريل  | تل أبيب       | 3 و 50 مصاب                         | كتائب شهداء الأقصى أعلنت مسؤوليتها                                 |
| هجوم الساحة               | 17 مايو   | الضفة الغربية | 2                                   | حركة المقاومة حماس أعلنت مسئوليتها                                 |
| تفجيرات التلة الفرنسية    | 18 مايو   | القدس         | 7 و 20 مصاب                         | حركة المقاومة حماس أعلنت مسئوليتها                                 |
| تفجير كفر دروم الثالث     | 19 مايو   | قطاع غزة      | 3 مصاب                              | حركة المقاومة حماس أعلنت مسئوليتها                                 |
| عملية العفولة             | 19 مايو   | العفولة       | 3 و 70 مصاب                         | حركة الجهاد وكتائب شهداء الأقصى أعلنت مسؤوليتها                    |
| تفجير حافلة نتساريم       | 22 مايو   | نتساريم       | 9 مصاب                              | حركة المقاومة حماس أعلنت مسئوليتها                                 |
| تفجير حافلة ميدان دافيدكا | 11 يونيو  | القدس         | 17                                  | حركة المقاومة حماس أعلنت مسئوليتها                                 |
| تفجير سدي تروموت          | 19 يونيو  | سدي تروموت    | 1                                   | حركة الجهاد الإسلامي في فلسطين أعلنت مسؤوليتها                     |
| تفجير كفار يافتس          | 7 يوليو   | كفار يافتس    | 1                                   | حركة الجهاد الإسلامي في فلسطين أعلنت مسؤوليتها                     |
| تفجير محطة اريئيل         | 12 آغسطس  | اريئيل        | 2                                   | حركة المقاومة حماس أعلنت مسئوليتها                                 |
| تفجير روش هاعين           | 12 آغسطس  | روش هاعين     | 1                                   |                                                                    |
| تفجير حافلة شموئيل هنفي   | 19 آغسطس  | القدس         | 23 و 130 مصاب                       | حركة المقاومة حماس أعلنت مسئوليتها                                 |
| عملية محطة تسريفين        | 9 سبتمبر  | تسريفين       | 9 و 15 مصاب                         | حركة المقاومة حماس أعلنت مسئوليتها                                 |
| عملية مقهى هليل           | 9 سبتمبر  | القدس         | 7 و50 مصاب                          | حركة المقاومة حماس أعلنت مسئوليتها                                 |
| تفجير مطعم مكسيم          | 4 أكتوبر  | حيفا          | 21 و 51 مصاب                        | حركة الجهاد الإسلامي في فلسطين أعلنت مسؤوليتها                     |
| تفجير طولكرم              | 9 أكتوبر  | طولكرم        | 3 مصاب                              | حركة المقاومة حماس أعلنت مسئوليتها                                 |
| تفجير بيت حانون           | 15 أكتوبر | بيت حانون     | 3                                   |                                                                    |
| تفجير عزون                | 3 نوفمبر  | عزون          | 1 مصاب                              | كتائب شهداء الأقصى أعلنت مسؤوليتها                                 |
| عملية محطة الحافلات جيها  | 25 ديسمبر | بلدة بتاح     | 4 و 16 مصاب                         | الجبهة الشعبية لتحرير فلسطين                                       |

## عمليات 2004 (17 تفجير)
| التفجير                       | التاريخ   | المكان              | عدد الوفيات (ليس من ضمنهم المنفذين) | ملحوظة                                                                            |
| ----------------------------- | --------- | ------------------- | ----------------------------------- | --------------------------------------------------------------------------------- |
| قصف معبر إيرز                 | 14 يناير  | قطاع غزة            | 4 و 10 مصاب                         | كتائب شهداء الأقصى أعلنت مسئوليتها مع حركة المقاومة حماس (الفدائية ريم الرياشي)   |
| تفجير حافلة شارع غزة          | 29 يناير  | القدس               | 11 و 50 مصاب                        | كتائب شهداء الأقصى أعلنت مسئوليتها مع حركة المقاومة حماس                          |
| تفجير الحافلة ليبرتي بيل بارك | 22 فبراير | القدس               | 8 و 60 مصاب                         | كتائب شهداء الأقصى أعلنت مسئوليتها                                                |
| تفجير معبر إيريز الرابع       | 6 مارس    | قطاع غزة            | 3                                   | حركة المقاومة حماس أعلنت مسئوليتها مع حركة الجهاد                                 |
| عملية ميناء أشدود             | 14 مارس   | ميناء أشدود         | 10 و 16 مصاب                        | حركة المقاومة حماس أعلنت مسئوليتها مع حركة فتح                                    |
| عملية معبر إيريز الخامس       | 17 ابريل  | قطاع غزة            | 1                                   | كتائب شهداء الأقصى أعلنت مسئوليتها مع حركة المقاومة حماس                          |
| عملية دير البلح               | 26 ابريل  | قطاع غزة            | 2                                   |                                                                                   |
| تفجير حاجز البقاع             | 22 مايو   | وادي الأردن         | 1 مصاب                              | الجبهة الشعبية لتحرير فلسطين                                                      |
| تفجير موقف حافلات             | 11 يوليو  | تل ابيب             | 1                                   | حركة المقاومة حماس أعلنت مسئوليتها                                                |
| تفجير حاجز قلنديا             | 11 آغسطس  | قلنديا، ضفة الغربية | 7 مصاب + فلسطينيين                  | كتائب شهداء الأقصى أعلنت مسئوليتها، واعتذرت لأسر الضحايا الفلسطينيين              |
| عملية حافلة بئر السبع         | 31 آغسطس  | بئر السبع           | 16 و 100 مصاب                       | حركة المقاومة حماس أعلنت مسئوليتها                                                |
| تفجير حاجز باقة الشرقية       | 8 سبتمبر  | قرب الضفة الغربية   | لا يوجد                             | كتائب شهداء الأقصى أعلنت مسئوليتها                                                |
| تفجير بوابة قلنديا            | 14 سبتمبر | قرب الضفة الغربية   | 2 مصاب                              | فجر فدائي نفسه بالقرب من سيارة جيب تابعة لجيش الدفاع الإسرائيلي عند بوابة زراعية. |
| تفجير التلة الفرنسية          | 22 سبتمبر | القدس               | 2                                   | كتائب شهداء الأقصى أعلنت مسئوليتها                                                |
| هجمات جنوب سيناء              | 7 أكتوبر  | شبه جزيرة سيناء     | 34 و 171                            | عقل المدبر الهجوم إياد صالح ونفذته عناصر فلسطينية.                                |
| تفجير سوق الكرمل              | 1 نوفمبر  | تل أبي              | 3 وأكثر من 30                       | الجبهة الشعبية لتحرير فلسطين                                                      |
| تفجير معبر كارني              | 2 ديسمبر  | قطاع غزة            |                                     | حركة المقاومة حماس أعلنت مسئوليتها.                                               |

## عمليات 2005 (9 تفجير)
| اسم الهجوم                       | التاريخ   | المكان      | عدد الوفيات (ليس من ضمنهم المنفذين) | ملحوظة                                                             |
| -------------------------------- | --------- | ----------- | ----------------------------------- | ------------------------------------------------------------------ |
| تفجير موراج                      | 12 يناير  | قطاع غزة    | 1                                   | حركة الجهاد الإسلامي في فلسطين أعلنت مسؤوليتها                     |
| عملية معبر كارنى                 | 13 يناير  | قطاع غزة    | 6 و 5 مصاب                          | كتائب شهداء الأقصى أعلنت مسئوليتها مع الجبهة الشعبية لتحرير فلسطين |
| هجوم نقطة تفتيش غوش قطيف         | 18 يناير  | قطاع غزة    | 1                                   | حركة المقاومة حماس أعلنت مسئوليتها.                                |
| عملية ملهى ستايج                 | 25 فبراير | تل أبيب     | 5 و 50 مصاب                         | حركة الجهاد الإسلامي في فلسطين أعلنت مسؤوليتها                     |
| تفجير مجمع هشارون 2005           | 12 تموز   | نتانيا      | 5 و 90 مصاب                         | حركة الجهاد الإسلامي في فلسطين أعلنت مسؤوليتها                     |
| تفجير محطة المركزية في بئر السبع | 28 آغسطس  | بئر السبع   | 50 مصاب                             | حركة الجهاد الإسلامي في فلسطين أعلنت مسؤوليتها مع كتائب الأقصى     |
| عملية الخضيرة                    | 26 أكتوبر | الخضيرة     | 7 و 55 مصاب                         | حركة الجهاد الإسلامي في فلسطين أعلنت مسؤوليتها                     |
| تفجير مجمع هشارون الثالث         | 5 ديسمبر  | نتانيا      | 5 و 40                              | حركة الجهاد الإسلامي في فلسطين أعلنت مسؤوليتها                     |
| تفجير حاجز طولكرم                | 29 ديسمبر | ضفة الغربية | 3 و 10                              | عملية لفدائيين عند نقطة تفتيش قرب طولكرم                           |

## عمليات 2006 (3 تفجير)
| اسم الهجوم                  | التاريخ  | المكان                           | عدد الوفيات (ليس من ضمنهم المنفذين) | ملحوظة                                                        |
| --------------------------- | -------- | -------------------------------- | ----------------------------------- | ------------------------------------------------------------- |
| تفجير مطعم روش هايير الأول  | 19 يناير | بالقرب من محطة الاتوبيس بتل ابيب | 31 مصاب                             | حركة الجهاد الإسلامي في فلسطين أعلنت مسؤوليتها                |
| تفجير كيدوميم               | 30 مارس  | ضفة كيدوميم الغربية              | 4                                   | كتائب شهداء الأقصى أعلنت مسئوليتها                            |
| تفجير مطعم روش هايير الثاني | 17 أبريل | بالقرب من محطة الاتوبيس بتل ابيب | 11 و 68 مصاب                        | - حركة الجهاد الإسلامي اعلنت مسئوليتها مع كتائب شهداء الأقصى. |

## عمليات 2007 (1 تفجير)
| اسم الهجوم       | التاريخ  | المكان | عدد الوفيات (ليس من ضمنهم المنفذين) | ملحوظة                                                             |
| ---------------- | -------- | ------ | ----------------------------------- | ------------------------------------------------------------------ |
| تفجير مخبز ايلات | 29 يناير | ايلات  | 3                                   | حماس اعلنت مسؤليتها مع حركة الجهاد الإسلامي مع كتائب شهداء الأقصى. |

## عمليات 2008 (2 تفجير)
| اسم الهجوم              | التاريخ  | المكان                      | عدد الوفيات (ليس من ضمنهم المنفذين) | ملحوظة                                                             |
| ----------------------- | -------- | --------------------------- | ----------------------------------- | ------------------------------------------------------------------ |
| عملية ديمونا            | 4 فبراير | ديمونا                      | 1 و 9 مصابون                        | كتائب شهداء الأقصى اعلنت مسؤليتها مع الجبهة الشعبية لتحرير فلسطين. |
| تفجير معبر كرم أبو سالم | 19 أبريل | معبر كرم أبو سالم بقطاع غزة | 13 مصاب                             | حركة المقاومة حماس أعلنت مسئوليتها                                 |

## عمليات 2016 (1 تفجير)
| اسم الهجوم        | التاريخ  | المكان | عدد الوفيات (ليس من ضمنهم المنفذين) | ملحوظة                                                            |
| ----------------- | -------- | ------ | ----------------------------------- | ----------------------------------------------------------------- |
| تفجير حافلة القدس | 18 ابريل | القدس  | 20 مصاب                             | رغم امتداحها لهذا الفعل، لم تعلن حركة المقاومة حماس عن مسئوليتها. |

## إجمالي عدد القتلى، حسب السنة
| السنة          | العدد الاجمالي |
| 1989           | 16             |
| 1993           | 1              |
| 1994           | 38             |
| 1995           | 39             |
| 1996           | 59             |
| 1997           | 24             |
| 1998           | 3              |
| 1999           | 0              |
| 2000           | 6              |
| 2001           | 85             |
| 2002           | 238            |
| 2003           | 145            |
| 2004           | 98             |
| 2005           | 33             |
| 2006           | 15             |
| 2007           | 3              |
| 2008           | 1              |
| العدد الاجمالي | 804            |
| -------------- | -------------- |

 فلسطين